# Колодій Антоніна Федорівна
Колодій Антоніна Федорівна (14 січня 1943, с. Бірківка) — українська науковиця. Докторка філософських наук, професорка, завідувачка кафедри політичних наук і філософії Львівського регіонального інституту державного управління Академії державного управління при Президентові України.

## Життєпис
Народилася 14 січня 1943 року в с. Бірківка Менського району Чернігівської області в селянській сім’ї. 
Освіта:
- 1957—1961 р.р. — учениця Сокиринського сільськогосподарського технікуму (Чернігівська обл.).
- 1963 — 1968 р.р — студентка історичного факультету МДУ ім. Ломоносова (м. Москва): історикиня, викладачка історії і суспільствознавства із знанням іноземної мови.
- 1968-71 р.р. — аспірантка Інституту всесвітньої історії АН СРСР, сектор історії США і Канади (м. Москва)

Серед хобі: політично-просвітницька та громадська діяльність (участь у політичних дискусіях, круглих столах та конференціях, сприяння розвитку громадських організацій) та хатнє квітникарство.

## Професійна діяльність
- 1961-63 р.р. — учителька виробничого навчання Парафіївської середньої школи (Ічнянський район, Чернігівська обл.).
- 1/11/1971 р. — 1/10/2000 р. — асистентка, старша викладачка, доцентка, професорка (від 1993 р.) кафедри наукового комунізму (з 1992 року - політології) Державного університету «Львівська політехніка» (до 1993 р. — Львівський політехнічний інститут, м. Львів).
- З 2/10/2000 р. — понині — старша наукова співробітниця Інституту етнології НАН України (м. Львів).
- 6/11/2000 — 30/07/2004 — старша наукова співробітниця Інституту народознавства НАН України (м. Львів).
- 25/08/2004 — 16/08/2005 — професорка, завідувачка кафедри політології Київського міжнародного університету (м. Київ).
- 01/09/2005 — понині — професорка, завідувачка кафедри політичних наук і філософії Львівського регіонального інституту державного управління Національної академії державного управління при Президентові України.

### За сумісництвом
- 1997 — 2004 — професорка кафедри політології філософського факультету Львівського національного університету ім. І. Франка (м. Львів)
- 2001 — 2003 — професорка магістеріуму НаУКМА (м. Київ), де викладала курс «Теорія і практика громадянського суспільства».
- 1972 — захист кандидатської дисертації "Аграрна політика уряду Ф. Д. Рузвельта. 1933 — 1939″ в Інституті всесвітньої історії АН СРСР (м. Москва)
- 1971—1973 — робота за сумісництвом у Львівському національному університеті на кафедрі нової і новітньої історії
- 1992 р. — захист докторської дисертації «Соціальна справедливість та її прояв через відносини рівності і нерівності: теорія, уроки державно-адміністративного соціалізму, перспективи» на спеціалізованій вченій раді філософського факультету МДУ ім. Ломоносова (м. Москва)
- 1994 р. (вересень — грудень) — стипендіатка Програми наукових обмінів ім. Фулбрайта, дослідницька робота в Браунському університеті (м. Провіденс, штат Род-Айленд, США).
- 1996 р. (квітень) — участь у роботі сесії Центру розвитку навчальних програм при Центрально-Європейському університеті (Будапешт, Угорщина).
- 1995, 1996, 1997, 1998 (липень-серпень) — участь у сесіях Міжнародної школи з політичної науки і міжнародних відносин у Польщі.
- 1997 р. — 1998 р. — виконання індивідуального дослідницького проекту «Громадянське суспільство і політичний розвиток України» за контрактом Research Support Scheme of OSI/HESP (Прага).
- 1999 р. (жовтень — грудень) — стажування в Центрі політичних досліджень університету «Квінз» (м. Кінгстон, Канада) в рамках канадсько-українського проекту «Демократична освіта».

- 2000 — до тепер. часу — участь у канадсько-українському проекті «Демократична освіта»: керівництво авторським колективом та наукове редагування I і II видань підручника «Основи демократії» і читання лекцій для викладачів однойменного курсу.
- 2000—2001 рр. — підготовка магістерського курсу «Теорія і практика громадянського суспільства» за сприяння Центру розвитку навчальних програм при Центрально-Європейському університеті (Будапешт, Угорщина).
- 2003 (23-30 березня) — участь у роботі сесії Центру розвитку навчальних програм при Центральноєвропейському університеті (Будапешт, Угорщина) і підготовка магістерського курсу «Соціологія націй».
- Вересень 2003 — лютий 2004 — фулбрайтівська стипендіатка; стажування в Інституті Кеннана дослідницького Центру ім. Вудро Вільсона в США (м. Вашингтон, округ Колумбія). Дослідження по темі: «Національна консолідація в США: шляхи і способи управління етнокультурною різноманітністю».

- Членкиня двох спеціалізованих вчених Рад по захисту кандидатських і докторських дисертацій — при Львівському національному університеті ім. І. Франка та ЛІДУ НАДУ при Президентові України.
- Членкиня експертної ради ВАК України з державного управління.